# تلویزیون

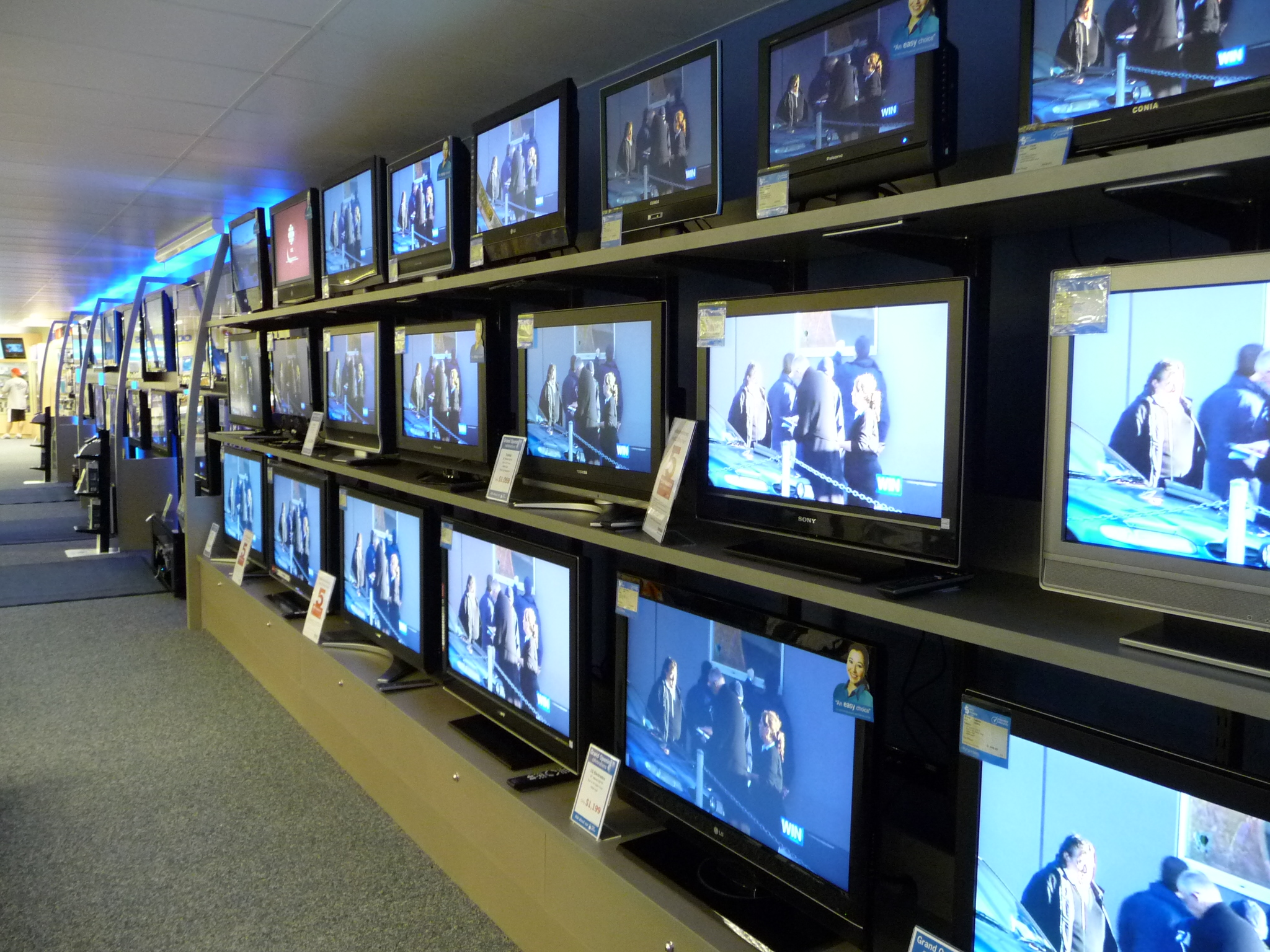
^{شماری تلویزیون در یک فروشگاه}

تلویزیون (به فرانسوی: Télévision)، یا تی‌وی (به انگلیسی: TV) یک سیستم یک طرفه ارتباطی الکتریکی برای پخش تصویر و فیلم و صدا از مسافت دور است. برای بهره‌گیری و دریافت کانال تلویزیون، به دستگاهی به نام گیرنده تلویزیون نیاز است. از جان لوگی برد، دانشمندِ اهل اسکاتلند، به‌عنوان سازنده تلویزیون یاد می‌شود؛ اگرچه دانشمندان بزرگ و مُخترعان بسیار دیگری مانند پائول نیپکو، بوریس روزینگ، ولادیمیر زورکین و فیلو فارنزورث از اواخر سده ۱۹ میلادی تا کنون در توسعه و تکمیل فناوری تلویزیون، نقشی اثرگذار داشته‌اند.
تلویزیون اثرگذاری فرهنگی و اجتماعی بالایی در جامعه بشری داشته‌است.

## واژه‌شناسی
واژهٔ تِلِویزیون از زبان فرانسوی به فارسی راه یافته و خود واژه‌ای دورَگه است که بخش نخست آن، واژه «تِله» (دور) از زبان یونانی و بخش دوم آن، واژه «ویزیون» (دید) از زبان لاتین گرفته شده‌است؛ با اینکه در بیشتر زبان‌ها همین واژهٔ تلویزیون (البته با تلفظ‌های بسیار گوناگون) به‌کار می‌رود، برخی زبان‌ها واژه‌های خود را برای این مفهوم دارند؛ برای نمونه، در زبان آلمانی برای تلویزیون، همیشه واژهٔ Fernsehen به‌کار می‌رود که معنی آن، «دور دید» است. در زبان محاوره‌ای فارسی، معمولاً به‌صورت «تل ویزیون» ادا می‌شود.

## پیشینه

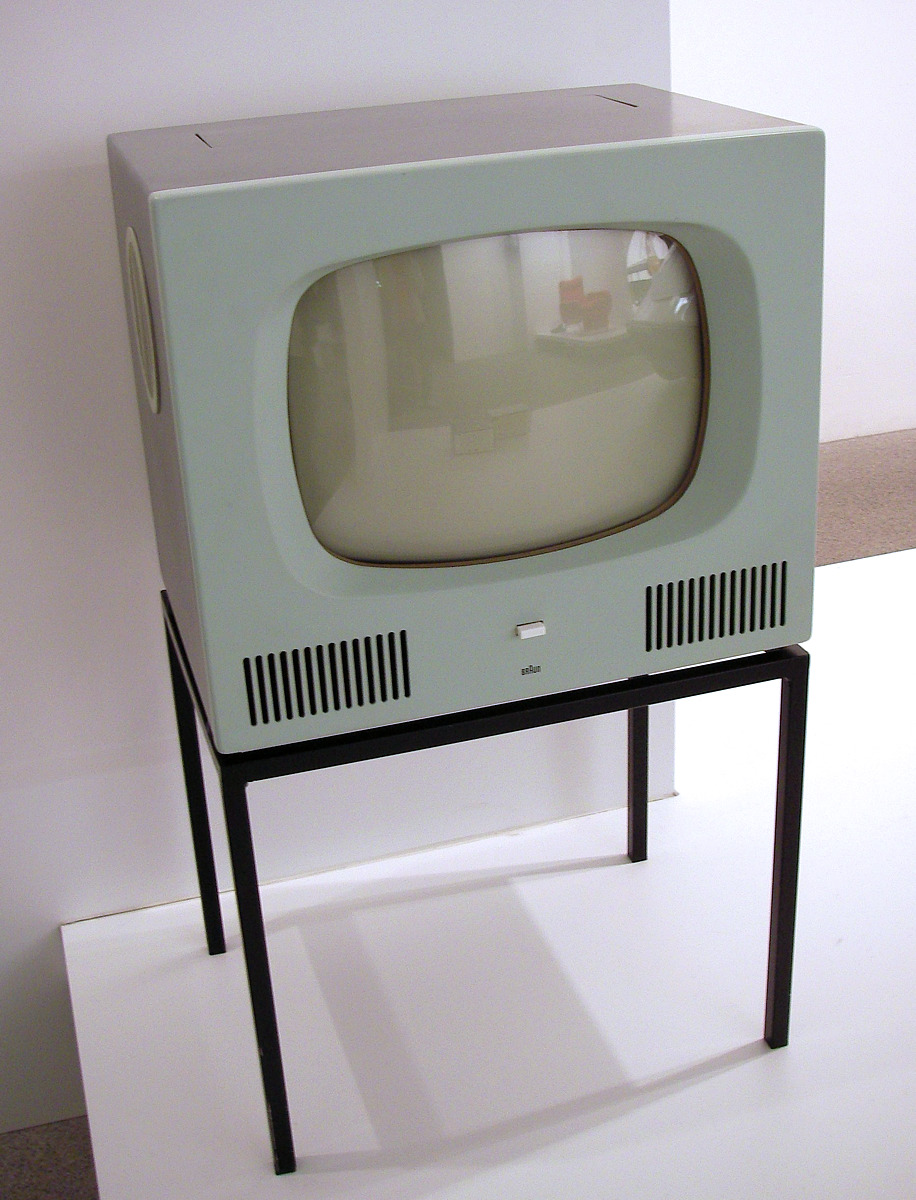
یک تلویزیون ساخت آلمان، ۱۹۵۸

تاریخ پیدایش تلویزیون به سال ۱۸۸۴ میلادی برمی‌گردد؛ زمانی که یک دانش‌آموز آلمانی به نام پاول نیپکو نخستین سیستم الکترومکانیکی تلویزیون را با توانایی انتقال یک تصویر ثابت، اختراع کرد؛ این سیستم از طریق روشن‌کردن یک عکس به‌وسیله لنز و یک صفحهٔ چرخشی کار می‌کرد (صفحهٔ نیپکو). روزنه‌های چهارگوش (سوراخ‌های کوچک) روی صفحه بریده‌شده بودند و خط‌های عکس را تا جایی که کاملاً پویش شود دنبال می‌کردند. هرچه تعداد این روزنه‌ها بیشتر می‌شد، خط‌های بیشتری هم دنبال می‌شد و به همین دلیل، جزئیات بیشتری هم نمایان می‌شد. دستگاه نیپکو تا پیشرفت فناوری تقویت‌کننده الکترونیکی لامپ خلأ و لامپ پرتو کاتدی عملاً قابل استفاده نبود. در سال ۱۹۰۷، بوریس روزینگ، دانشمند روس، برای نخستین بار توانست با استفاده از لامپ پرتو کاتدی در دستگاه گیرندهٔ تلویزیون، شکل‌های سادهٔ هندسی را از طریق تلویزیون منتقل کند. در سال ۱۹۲۳، ولادیمیر زوریکین، دانشمندِ دیگرِ روس، صفحهٔ نیپکو را با یک عنصر الکترونیکی جایگزین کرد؛ این موضوع باعث ایجاد سطح بالاتری از جزئیات، بدون افزایش تعداد پویش‌ها در واحد زمان شد.
در سال‌های نخستِ دههٔ ۱۹۰۰ (۱۲۸۰ خورشیدی) مهندسان دریافتند که می‌توان تصویر را با استفاده از امواج رادیویی فرستاد؛ اما این کار تا سال ۱۹۲۶ (۱۳۰۵ خورشیدی) عملی نشد.
سرانجام، جان لوگی بِرد، دانشمند اسکاتلندی با استفاده از دیسک نیپکو برای نخستین بار موفق شد که تصاویر متحرک تلویزیون ضد نور (در سال ۱۹۲۵) و تصاویر متحرک سیاه و سفید (۱۹۲۶) را در لندن منتقل کند. اختراع جان لوگی بِرد، نخستین انتقال تصویر واقعیِ تلویزیونی به‌شمار می‌رود. یک سال بعد، در ۱۹۲۷ میلادی (۱۳۰۶ خورشیدی)، جان لوگی برد، نخستین دستگاه ضبط تصاویر ویدئویی را اختراع کرد. او با استفاده از مدولاسیون توانست سیگنالهای دوربین تلویزیونیِ خود را تا حد سیگنال‌های صوتی تغییر دهد و سپس آن‌ها را روی صفحهٔ ضبط‌صوت ۱۰ اینچی ضبط کند. چند صفحه از ویدئوهای ضبط‌‌ شده جان لوگی برد، باقی مانده که ویدئوهای ضبط‌شده در آن‌ها در دههٔ ۱۹۹۰، با استفاده از فناوری دیجیتال، استخراج و بازسازی شدند.
جان لوگی برد همچنین تلویزیون رنگی مکانیکی را در سال ۱۹۲۸ عرضه کرد. سیستم برد، کاملاً با لامپ تصویر الکترونیکی و دوربین‌های امروزی متفاوت بود. در سیستم او تصویر با کمک صفحهٔ گردان بزرگی به‌طور مکانیکی روبیده می‌شد؛ این صفحهٔ گردان، سوراخ‌هایی برای عبور نور داشت؛ کیفیت اولین تصاویرش خیلی بد بود و فقط ۳۰ خط داشت. اولین تلویزیون مکانیکی از صفحهٔ نیپکو با سه فنر مارپیچ استفاده می‌کرد که هر فنر برای یکی از سه رنگ اصلی (قرمز، سبز، آبی) به‌کار برده می‌شد. در آن زمان، تعداد کمی از مردم دستگاه تلویزیون داشتند و داشتن تجربهٔ تماشای تلویزیون اهمیت چندانی نداشت.
در سال ۱۹۳۵، اولین سیستم تلویزیون الکترونیکی توسط شرکت EMI تشریح شد. در سال ۱۹۳۹، شانزده شرکت در آمریکا شروع به ساخت یا طراحی برای ساختِ دستگاه تلویزیون الکترونیکی کردند.
در سال ۱۹۴۱، کمیتهٔ بین‌المللیِ سیستم‌های تلویزیونیِ NTSC یک مجموعه راهنما برای مخابرهٔ تلویزیون الکترونیکی ارائه داد.
دههٔ ۱۹۵۰ یک دورهٔ زمانیِ مهم در پیشرفت تلویزیون به‌شمار می‌آید. مبدأ تلویزیون‌های سیاه و سفید، سال ۱۹۵۶ است که هزینه دستگاه تلویزیون در این زمان، کاهش پیدا کرد.
در سال ۱۹۵۳ میلادی، (۱۳۳۲ خورشیدی) تلویزیون رنگی و در دو دههٔ اخیر، تلویزیون‌های مسطح اختراع شدند. منشأ تلویزیون امروزی می‌تواند در زمان گذشته با کشف خاصیت هدایت نوریِ مادهٔ سِلِنیُم توسط ویلوگبی اسمیت در سال ۱۸۷۳ و اختراع دیسک اسکن توسط پاول نیپکوو در سال ۱۸۸۴ بررسی و ردیابی شود. همهٔ سیستم‌های عملی و کاربردیِ تلویزیون از این اصل بنیادیِ اسکنِ یک تصویر برای تولید سیگنال‌های سری زمانی برای نمایش آن هستند؛ این نمایش تصویری سپس با وسیله‌ای ارسال می‌شود که برخلاف عمل اسکن‌کردن عمل می‌کند. دستگاه آخری، تلویزیون (یا دستگاه تلویزیون) است که با توجه به توانایی‌های چشم انسان، تصویر یکسان و مناسبی تهیه می‌کند و نمایش می‌دهد.
تکنیک‌های الکترومکانیکی، پیش از جنگ جهانی دوم به‌طور قابل ملاحظه‌ای به‌دست چارلز فرانسیس جنکینز و جان لوگی بِرد توسعه و تکمیل شد.
تلویزیون نسبت به رادیو، به دلیل ارائه تصویر، جاذبهٔ بیشتری دارد و بُعدِ تازه‌ای به آن ارائه می‌کند. چشم‌ها را به خود خیره می‌کند و به علاوه، فهم پیام را آسان‌تر می‌کند؛ چون تصویر و صدا اطلاعات کامل‌تری به مخاطب می‌دهد. تلویزیون در جهت مدیریت و تسلط بر افکار عمومی، رسانه‌ای بسیار قوی و مؤثر است. در کشورهای پیشرفته، امروزه از رادیو به‌عنوان وسیلهٔ ارتباط بین‌المللی استفاده می‌شود.
پخش منظم برنامه‌ها در ایالات متحده آمریکا بریتانیای کبیر، آلمان، فرانسه، اتحاد جماهیر شوروی پیش از جنگ جهانی دوم بود. اولین پخش تلویزیونیِ منظم با سطح مدرن-که ۲۴۰ خط یا بیشتر تعریف می‌شود-در بریتانیا در سال ۱۹۳۶ (۱۳۱۵ خورشیدی) انجام شد و به‌سرعت به «سیستم A» با ۴۰۵ خط ارتقا یافت. شبکه‌های پخش محلی در ایالات متحدهٔ آمریکا در سال ۱۹۴۶ شروع به کار کردند و تا اواسط دههٔ ۱۹۵۰ (دههٔ ۱۳۳۰ خورشیدی) تلویزیون به بخشی همگانی از زندگی آمریکایی تبدیل شد. وقتی که پخش از طریق هوای آمریکای شمالی در ابتدا هزینه‌های جانبی برای مشتریان (برای مثال، هزینهٔ دسترسی و استفادهٔ بیشتر و نگهداری تجهیزات و سخت‌افزار) نداشت و پخش‌کنندگان تلویزیونی قبلاً هزینه‌های خود را از طریق درآمدهای پخش آگهی تأمین می‌کردند. مشتریانِ تلویزیونِ ایالات متحده آمریکا به‌طور فزاینده‌ای برنامه‌های دلخواه خود را از طریق ثبت‌نام در سیستم تلویزیون کابلی یا فرستنده‌های ماهواره‌ای مستقیماً به خانه خود به‌دست آوردند؛ از سوی دیگر در بریتانیا صاحبان هر تلویزیون باید هزینه مجوز تلویزیون را سالیانه پرداخت کنند.
در دههٔ ۱۹۶۰ (دههٔ ۱۳۴۰ خورشیدی)، ژاپنی‌ها با استانداردهای NTSC موافقت کردند. در اواخر همان دهه، اروپا دو استاندارد جدیدِ مخابرهٔ تلویزیون معرفی کرد:
- SECAM: استاندارد پخش تلویزیونی در فرانسه و خاورمیانه و قسمت‌هایی از اروپای شرقی.
- PAL: استاندارد تلویزیون حکم‌فرما در اروپا.

اولین تلویزیون رنگی به‌وسیلهٔ تکنولوژی‌های پردازش سیگنال دیجیتالیِ مجتمع، در سال ۱۹۸۳ به بازار عرضه شد.
در یک جلسه در سال ۱۹۹۳، گروه تصویر متحرک (MPEG) تعریف ویدئو، صوت و سیستم‌های MPEG-2 را کامل کردند.
از ۱۹۹۹ بیشتر رسانه‌های ارتباط جمعی به فناوری دیجیتالی تغییر یافتند.
در ژانویهٔ ۲۰۱۳، ال‌جی الکترونیکس نخستین تلویزیون تجاری بر پایهٔ دیود گسیل نور ارگانیک (OLED) را روانهٔ بازار کرد. صفحهٔ تلویزیونیِ این نسل از نمایشگرها نسبت به تلویزیون‌های ال‌سی‌دی، متداول و نمایشگرهای پلاسما بسیار نازک‌تر، کارآمدتر، پُرتوان‌تر و واضح‌تر هستند.

## فَناوری

### اجزای یک سیستم تلویزیون
اجزای سیستم تلویزیون ساده:
- یک منبع تصویر؛ این می‌تواند یک دوربین ویدئوی حرفه‌ای برای عکس‌برداری زنده و ارسال فیلم باشد.
- یک منبع صدا؛
- یک فرستنده که یک یا چند سیگنال تلویزیونی را با اطلاعات تصویر و صدا برای ارسال مدوله می‌کند.
- یک آنتن گیرنده (تلویزیون) که سیگنال‌های تصویر و صدا را دوباره از پخش تلویزیونی بازیابی می‌کند.
- یک وسیله نمایشگر که سیگنال‌های الکتریکی را به نور مرئی تبدیل می‌کند.
- یک وسیله صوتی که سیگنال‌های الکتریکی را به امواج صدا تبدیل می‌کند که همراه تصویر پخش می‌شوند.

سیستم‌هایِ کاربردی تلویزیون، شامل تجهیزاتی برای انتخاب منابع مختلف تصویر، مخلوط و ترکیب کردن تصاویر از چندین منبع به‌صورت یک تصویر، درج سیگنال‌های ویدئوییِ از قبل ضبط‌شده، هم‌زمان کردن سیگنال‌های منابع مختلف و تولید تصویر مستقیم با کامپیوتر برای منظورهایی مانند معرفی اطلاعات ایستگاه پخش می‌باشد. ارسال می‌تواند از طریق هوا و توسط فرستنده‌های زمینی، از طریق کابل‌های فلزی یا نوری یا توسط رادیو با ماهواره صورت گیرد. سیستم‌های دیجیتال را می‌توان در هر جایی به صورت زنجیروار، تعبیه کرد تا امکان کیفیت بهتر ارسال تصاویر را فراهم کنند، پهنای باند ارسال را کاهش دهند، افکت‌های مخصوص اضافه کنند، امنیت و حفظ اطلاعات ارسال‌شده را برای جلوگیری از دریافت آن‌ها توسط کسانی که در این سرویس‌ها ثبت نام نکرده‌اند فراهم نمایند.

### فناوری نمایشگر
به‌دلیل پیشرفت فناوری نمایشگرها، امروزه چندین نوع مختلف از نمایشگرهای ویدئویی وجود دارد که در دستگاه‌های تلویزیون استفاده می‌شود:
- «CRT» نمایشگرهای رایج‌تر لامپ اشعه کاتدی؛ این نوع نمایشگرها زیاد گران نیستند و تکنولوژی ویرایش‌شده برای آن‌ها وجود دارد که بهترین کیفیت تصویر را در حالت کلی فراهم می‌کند. از آنجایی که رزولیشن اصلی این نمایشگرها ثابت نیست، در بعضی از موارد، آن‌ها قابلیت نمایش منابعی با رزولیشن‌های متفاوت با کیفیت تصویر بالا را دارند.
- «پانل فلت LCD» یا «پلاسما»: پیشرفت‌های جدید نمایشگر پنل فلت برای تلویزیون‌ها که از سیستم نمایشگر کریستال مایع ماتریکس فعال، نمایشگر LCD یا فناوری نمایشگر پلاسما را به ارمغان آورده‌است. پنل فلت LCDها و نمایشگر پلاسما به اندازه ۱ اینچ ضخامت دارند و می‌توانند مانند یک تابلو از دیوار آویزان شوند یا روی پایه قرار بگیرند. بعضی مدل‌ها را می‌توان به‌عنوان نمایشگر رایانه به‌کار برد.
- «پانل LCD»: در واقع، عضو اصلی نمایشگر یعنی لایه LCD (نمایشگر کریستال مایع) در هر دو به یک شکل و به‌عنوان پنل رنگی اصلی-که شامل تمامی آرایش‌های پیکسلی و ساب‌پیکسل‌های اصلی RGB یا بعضاً Y و W هم تعبیه می‌شود و مربوط به همان لایه LCD بوده و در همه تلویزیون‌های LCD قدیم کاملاً یکسان است.
- «پنل LED»: تنها چیزی که باعث تفاوت بین LCD و LED می‌شود، صفحه پشت لایه LCD است و وظیفه‌اش تغذیه و نوررسانی به آن لایه است که در LCD TVهای قدیم یا در واقع LCD Backlight CCFLs یعنی لامپ‌های سرد فلوئورسنت کاتدی، وظیفه تأمین نور و تغذیه این لایه را بر عهده دارد که جدیداً با یک جهش در LED TVها بک لایت را بسیار نازک‌تر کرده و به جای آرایش فلوئورسنتی از LED یا دیودهای ساطع‌کنندۀ نوری استفاده کردند که هم دقت بک‌لایت در تغذیه، کیفیت و حجم نوررسانی به‌شدت بالا رفته و هم روند تولیدش سهل‌تر شده‌است.
- «پنل OLED»: در پنل‌های اولد لایه از لامپ‌های ال ای دی ارگانیک در زیر پیکسل‌ها قرار گرفته‌اند که به‌طور جداگانه نور تولید می‌کنند. این امر، موجب می‌شود که نمایشگر تلویزیون بتواند رنگ مشکی را در طبیعی‌ترین حالت ممکن نمایش دهد که خود به خود، روی نمایش بهتر دیگر رنگ‌ها نیز اثر می‌گذارد. پنل‌های OLED همچنین باعث افزایش زاویه دید تلویزیون می‌شوند.
- «پنل QLED»: پنل‌های کیو ال ای دی همان پنل‌های ال ای دی هستند با این تفاوت که در آن‌ها فناوری نقاط کوانتومی (Quantum Dots) به‌کار رفته‌است؛ در این تکنولوژی، لایه‌ای از نانو کریستال‌ها بر روی پنل ال ای دی قرار می‌گیرد که در اثر برخورد نور، روشن شده و موجب درخشش تصاویر در نمایشگر و افزایش کنتراست رنگش می‌شود.[۹]

هر یک، ضعف‌ها و مزایای مخصوص به خود را دارند. نمایشگر LCD پانل تخت می‌تواند زاویه مشاهده را کمتر و باریک‌تر کند؛ به همین دلیل، با محیط خانه تناسب ندارد. صفحه‌های نورافکن عقبی در وضعیت طبیعی روشنایی روز یا در اتاق‌هایی که کاملاً روشن هستند به‌خوبی عمل نمی‌کنند و به محل‌های مشاهده تاریک، نیاز دارند.
در سال‌های اخیر، پانل‌های LED در ساخت تلویزیون به‌ویژه بزرگ استفاده می‌شود. نمایشگرهای LED باریک‌تر از LCD هستند و مصرف برق کمتری دارند؛ اما از جهت کیفیت تصویر، تفاوت چندانی با LCD ندارند. نمایشگرهای LED گران‌تر از LCD هستند.

### وضوح تصویر

مقایسه نسبت وضوح تصاویر و اندازه در انواع سیستم‌های تلویزیونی

#### تلویزیون با وضوح کم
تلویزیون با وضوح کم (به انگلیسی: Low-definition television) (مخفف انگلیسی: LDTV) یک سیستم تلویزیونی است که کیفیتی کمتر از تلویزیون استاندارد دارد؛ این تلویزیون‌ها وضوح 240p دارند.

#### تلویزیون با وضوح استاندارد
تلویزیون با وضوح استاندارد (به انگلیسی: Standard-definition television) (مخفف انگلیسی: SDTV) به تصاویر تلویزیونی گفته می‌شود که با وضوح ۴۸۰×۶۴۰ پیکسل و نسبت تصویر ۴:۳ نمایش داده می‌شوند؛ بهترین اندازه برای این کیفیت، تلویزیون‌های ۳۲ اینچ هستند. تلویزیون‌های بسیار بزرگ مثل تلویزیون‌ها ۷۵ اینچ برای این کیفیت، مناسب نیستند و یک تصویر تار و بدکیفیت را ارائه می‌کنند؛ این تلویزیون‌ها وضوح 576i در سیستم PAL و 480i در سیستم NTSC دارند.

#### تلویزیون با وضوح بالا
تلویزیون با وضوح بالا (به انگلیسی: High-definition television) (مخفف انگلیسی: HDTV) یک سیستم تلویزیونی است که کیفیت وضوح تصویری‌اش بالاست؛ وضوح تصویر در این تلویزیون‌ها 720p و 1080i و 1080p است.

#### تلویزیون با وضوح بسیار بالا
تلویزیون با وضوح بسیار بالا (به انگلیسی: Ultra-high-definition television) (مخفف انگلیسی: UHDTV) یک سیستم تلویزیونی بسیار باکیفیت است؛ این سیستم با نام Ultra HD نیز شناخته می‌شود که معمولاً شامل 4K و 8K است. حداقل اندازه در تلویزیون‌های این رده، ۴۰ اینچ بوده که باعث نشان‌دادن تصویری مناسب است؛ کمتر از این حد، برای این نوع کیفیت، عملاً مناسب نیست. این تلویزیون‌ها وضوح تصویر 2160p در سیستم 4K و 4320p در سیستم 8K دارند.

### عمر مفید انواع رایج نمایشگرهای تلویزیون
Plasma
عمر مفید پنل‌های پلاسما تا ۱۰۰ هزار ساعت، برآورد شده و این یعنی اگر شما روزانه، بین ۵ تا ۸ ساعت، صرف تماشای محتوا در این نوع نمایشگر کنید، ۳۴ تا ۵۰ سال تلویزیون و پنل سالمی خواهید داشت.
LED
پنل‌های LED انواع مختلفی دارند و بسته به روشنایی و کنتراستی که دارند عمر مفیدشان هم متغیر خواهد بود. در حالت کلی، این نوع نمایشگرها بین ۳۰ تا ۶۰ هزار ساعت، عمر مفید داشته که به‌راحتی از ۸ تا ۱۵ سال، سالم خواهند ماند.
OLED
پنل‌های اولد در ابتدا از آرایش پیکسلی آسیب‌پذیر و ابتدایی RGB استفاده می‌کردند که عمر مفید بسیار کمی (در حد ۳ تا ۶ هزار ساعت) داشتند؛ زیرا فشار وارده بر ساب‌پیکسل آبی، بیش از حد بود؛ اما در حال حاضر، اولدهای WRGB تولید و عرضه می‌شوند که عمر مفیدی در حد ۸ تا ۱۲ هزار ساعت دارند؛ یعنی از ۴ تا ۸ سال، سلامت این نمایشگرها تضمین می‌شود.

## تلویزیون سیاه و سفید
تلویزیون‌های سیاه و سفید ساده‌تر از تلویزیون‌های امروزی کار می‌کردند و پردازش کمتری در آن‌ها شکل می‌گرفت. به این صورت که اگر می‌خواستند به رنگ سفید در بیایند کد RGB تبدیل به (۲۵۵٬۲۵۵٬۲۵۵) می‌شد و در زمان نمایش رنگ سیاه کد RGB بخش سیاه رنگ به شکل (۰٬۰٬۰) درمی‌آمد.

### واژه‌های مربوط به تلویزیون
وضوح تصویر مجموعه تعداد نقاط منفردی است که به عنوان پیکسل‌ها در روی صفحه مورد نظر شناخته می‌شود. وضوح نمونه ۸۰۰x۶۰۰ بدین معنی است که صفحه تلویزیون ۸۰۰ پیکسل در عرض خود و ۶۰۰&nbsp پیکسل در محور عمودی دارد. وضوح بالای مشخص شده وضوح بیشتر تصویر را نشان می‌دهد.

کنتراست یک اندازه‌گیری میزان نقاط روشن و تاریک روی صفحه می‌باشد. معیار نسبت بالاتر کنتراست، تصویرهای بهتر و جالبتر ارائه می‌کنند که واژه‌ای برای جزئیات غنی بودن مقدار عمق و سایه تصاویر است.
روشنایی تصویر میزان لرزش و ضعف و خرابی رنگ‌ها را اندازه می‌گیرد. اندازه‌گیری {\displaystyle cd/m^{2}}معادل مقدار شمع‌هایی است که لازم هستند تا به تصویر قدرت و کیفیت دهند.
به نور پس زمینه در تلویزیون، بک لایت می‌گویند. در واقع بک لایت همان منبع نوری است که برای ایجاد تصویر روی پنل تلویزیون ایجاد شده‌است. در تلویزیون‌های قدیمی قسمتی به نام بک لایت وجود نداشت. با تولید تلویزیون‌های LCD و LED بک لایت را می‌توان جز مهم‌ترین قطعات تلویزیون دانست.

### حداکثر روشنایی انواع نمایشگرهای رایج تلویزیون
- LED/IPS

در نمایشگرهای LED از نوع IPS ما در کمترین حالت ممکن، حداکثر روشنایی ۲۵۰ نیت و در بهترین نوع آن حداکثر روشنایی ۶۷۰ نیت را شاهد هستیم.
- LED/VA

پنل‌های وی ای بسیار متنوع هستند؛ به همین سبب روشنایی، قیمت تلویزیون و تکنولوژی ساخت آن‌ها و حتی انواع بک‌لایت به‌کار رفته در آن‌ها نیز متفاوت است و در ساده‌ترین نوع آن‌ها ما شاهد ۲۵۰ نیت روشنایی و در بهترین آن‌ها ۲۴۰۰ نیت روشنایی واقعی را شاهد خواهیم بود. حتی جدیداً سونی اظهار داشته که تلویزیون پرچمدار جدید خودش یعنی مدل Z9G به نمایشگری از نسل بعد مجهز بوده و می‌تواند به‌راحتی تا ۴۰۰۰ نیت روشنایی ارائه دهد.
- OLED

پنل‌های گسیل‌دهنده نور ارگانیکی یا اولد در واقع جدیدترین و پیشرفته‌ترین و البته حساس‌ترین نوع پنل‌ها هستند که از بک‌لایت استفاده نمی‌کنند؛ به همین سبب روشنایی‌ای بین ۱۲۵ نیت تا ۱۰۰۰ نیت را این نوع پنل‌ها دارا هستند.

### باند فرستادن
باندهای مختلف از بسامدهایی که تلویزیون‌ها در آن‌ها کار می‌کنند، بستگی به کشور محل استفاده دارند. سیگنال‌های VHF و UHF در باندهای I IIو V معمولاً استفاده می‌شوند. فرکانس‌های پایین‌تر، پهنای باند کافی برای برای تلویزیون ندارند؛ اگرچه BBC در اوایل از باند I VHF در ۴۵ مگاهرتز استفاده می‌کرد، این فرکانس مدت زیادی برای این مورد، استفاده نشد. باند II برای ارسال و پخش رادیویی FM استفاده می‌شود. بسامدهای بالاتر، بیشتر مانند موج‌های نور، عمل می‌کنند و در ساختمان‌ها نفوذ نمی‌کنند یا از اطرافِ موانع به‌خوبی رد نمی‌شوند که بتوانند برای پخش سیستم تلویزیونی سنتی، مورد استفاده قرار بگیرند؛ بنابراین، آن‌ها به‌طور عمومی برای پخش ماهواره‌ای استفاده می‌شوند که از فرکانس‌هایی در حدود ۱۰ گیگاهرتز استفاده می‌کنند. سیستم‌های تلویزیونی در بیشتر کشورها سیگنال‌های ویدئو را مانند سیگنال‌های AM، (مدولاسیون دامنه) و صدا را به صورت سیگنال‌های FM، (مدولاسیون بسامد) رله می‌کنند. شیوه کاربرد کشور فرانسه دراین باره استثناست؛ زیرا صدا را مانند سیگنال‌های AM رله می‌کند.

### معیار نسبت‌ها
«معیار نسبت» به اندازه‌گیری‌های افقی به عمودیِ تصویر گفته می‌شود. تلویزیون‌هایی که به‌طور مکانیکی اسکن می‌شدند، نخست، توسط جان لوگی برد در سال ۱۹۲۶ با معیار نسبت ۷٫۳، مورد استفاده قرار گرفتند که در جهت سرو شانه یک شخص در مشاهده نمای نزدیک بود.
بیشتر سیستم‌های تلویزیونی اولیه از اواسط دهه ۱۹۳۰ به این طرف، همان معیارِ نسبت به میزان ۴:۳-که برای تطابق با معیار آکادمی در فیلم‌های سینمایی آن زمان استفاده می‌شد-انتخاب کرده بودند؛ این معیارِ نسبت به‌قدر کافی، مربع‌شکل بود که به‌آسانی در اطراف لامپ اشعه کاتدی نمایشگرهای CRT-که می‌توانست با فناوری، تولید و ساخت آن زمان، تهیه شود-استفاده شود. (فناوری CRT امروزی به تولیدکنندگان امکان می‌دهد که لامپ‌های خیلی پهن‌تر و صاف‌تر-که تکنولوژی‌های صفحه تخت آن را به‌طور ثابت خیلی عمومی و رایج‌تر کرده و محدودیت‌های تکنیکی معیار نسبت را ندارد-تولید کنند). سرویس تلویزیونی BBCاز لامپ‌های بیشتر مربع‌مانند ۵:۴ معیار نسبت از سال ۱۹۳۶ به 3 April ۱۹۵۰ موقعی که به معیار نسبت ۴:۳ سویچ می‌شود استفاده می‌کند؛ این کار، مشکلات چندانی ایجاد نمی‌کرد؛ چون بیشتر دستگاه‌های تلویزیون‌های آن زمان از لامپ‌های گرد و دایره‌ای‌شکل-که به‌راحتی با معیار نسبت ۴:۳ هنگام تغییر ارسال سیگنال‌ها تنظیم می‌شدند-استفاده می‌کردند.
در دهه ۱۹۵۰ استودیوهای فیلم به‌سمت صفحه پهن، تمایل ورزیدند و معیار نسبت‌هایی مانند سینما اسکوپ تلاش کرد که محصولات تولیدی‌اش را از برنامه‌های تلویزیونی دور نگه‌دارد؛ هر چند در اوایل، این کار فقط یک حیله بود؛ ولی صفحه پهن هنوز فرمت انتخاب امروزی است و معیار نسبت مربع‌شکل فیلم‌ها به‌ندرت دیده می‌شوند. بعضی افراد می‌گویند که صفحه پهن، واقعاً یک ایراد بزرگ دارد و آن اینکه اشیای بلند را به‌صورت سراسرنما نشان می‌دهد. بعضی دیگر می‌گویند که مشاهده طبیعی بیشتر از بلندی سراسرنما است؛ پس، نمایشگرهای صفحه‌پهن برای چشم، مناسب هستند.
سوییچ و تغییر به سیستم‌های تلویزیونی دیجیتالی، به‌عنوان فرصتی برای تغییر فرمت تلویزیونی از معیار نسبت قدیمی ۴:۳ (۱٫۳۳:۱) به معیار نسبت ۱۶:۹ (تقریباً ۱٫۷۸:۱) استفاده شد؛ این شیوه، تلویزیون‌ها را قادر می‌سازد که به معیار نسبت صفحه پهن مدرن یا سینما-که معیار نسبتی از ۱٫۶۶:۱ از ۱٫۸۵:۱ تا ۲٫۳۵:۱ دارند-نزدیک‌تر شوند. دو متد برای حمل و انتقال محتویات صفحه پهن وجود دارد؛ آن که برای استفاده، بهتر است، فرمت صفحه‌پهن آنامورفیک نامیده می‌شود؛ این فرمت، خیلی مشابه تکنیک استفاده‌شده برای فریم فیلم صفحه‌پهن در داخل فریم فیلم ۱٫۳۳:۱٫۳۵ میلی‌متری است. تصویر در هنگام ضبط، به‌طور افقی فشرده می‌شود و سپس در هنگام پخش، دوباره باز و گسترده می‌شود. فرمت ۱۶:۹ صفحه‌پهن آنامورفیک اولین فرمتی بود که توسط پخش تلویزیون PALPlus اروپایی معرفی شد و کمی بعد در «صفحه پهن» DVD, ATSC، سیستم تلویزیون با کیفیت بالا(HDTV) از فرمت صفحه پهن، بدون فشردگی افقی یا بازشدن دوباره استفاده می‌کند.
امروزه «صفحه پهن» از تلویزیون به محاسبه‌گرها و رایانه‌ها جایی که کامپیوتر رومیزی و کامپیوترهای کیفی به‌طور عمومی مجهز به نمایشگرهای صفحه پهن می‌باشند. بعضی شکایات دربارهٔ اختلال معیار نسبت تصویر فیلم به‌دلیل نرم‌افزار پخش بعضی از DVDها-که این معیار نسبت را در نظر نگرفته‌اند-وجود دارد؛ اما این فقط یک چیز فرعی برای کیفیت نرم‌افزار پخش DVDها است. به علاوه، نمایشگر صفحه پهن کامپیوتر رومیزی و کامپیوتر کیفی در معیار نسبت ۱۶:۱۰ هم از نظر اندازه فیزیکی و هم در تعداد پیکسل‌ها (و نه در معیار نسبت ۱۶:۹ تلویزیون‌های مورد استفاده، که باعث پیچیدگی بیشتر می‌شود) می‌باشند. این نتیجه، فرضیه یکسان مهندسان کامپیوتر نمایشگر صفحه‌پهن کامپیوتر است که مردم مشاهده محتویات در معیار نسبت ۱۶:۹ در رایانه خود را بر ناحیه‌ای از صفحه-که با کنترل‌های پخش معکوس شود، نوار وظایف و دستورها که مانع مشاهده محتویات تمام صفحه می‌شود-ترجیح می‌دهند.

### عدم تطابق معیار نسبت
عوض شدن و تکمیل صنعت تلویزیون در مورد معیار نسبت (تصویر) بدون مشکلات نبوده‌است و حالا هم می‌تواند مشکلات قابل‌توجهی داشته باشد.
نمایش معیار نسبت صفحه پهن تصویر (مستطیل) در معیار نسبت مناسب (مربع ۴:۳) می‌تواند نمایش داده شود.
- اینچ «جعبه حروف»، فرمت با نوار سیاه در بال و پایین؛
- با بخشی از تصویر که خراب شده، معمولاً کناره چپ و راست تصویر بریده می‌شود یا در وسیله مشاهده و اسکن بخش‌های انتخاب شده توسط کاربر بریده می‌شوند.
- با تصویر به‌طور افقی فشرده شده.

یک معیار نسبت مناسب یا یک تصویر (مربع یا ۴:۳) در معیار نسبت صفحه پهن نمایش (مستطیل با افقی طولانی) که در بالا نشان داده شد.
- در «(فیلم) جعبه بالایی» فرمت، با نوار عمودی سیاه به سمت چپ و راست؛
- با بخش‌های بالایی و پایینی تصویر که بریده شده (یا در «کنار و هنگام اسکن» بخش‌های انتخاب شده توسط کاربر) بریده می‌شوند.
- با تصویر افقی که مختل شده‌است.

یک سازگاری عمومی بمباران یا تهیه موادی است که معیار نسبت ۱۴:۹ ارائه می‌دهند و قسمتی از تصاویر را در هر سمت برای نمایش با معیار ۴:۳ حذف می‌کنند و بعضی قسمت‌های تصاویر را در نمایش با معیار ۱۶:۹ حذف و بریده می‌کنند. در سال‌های اخیر، عملکرد سینما توگرافیک که به نام فیلم سوپر ۳۵ میلی‌متری (برنده و قهرمان شده توسط) جیمز کامرون برای فیلم تعدادی از فیلم‌های سینمایی مهم، همچون: «تایتانیک»، «قانوناً بلوند»، «قدرت آوستین» و «ببر کمین گرفته، هیولای مخفی» استفاده شده‌است. این نتیجه، باعث ایجاد این نظریه شد که فیلم نگاتیو دوربین می‌تواند برای تهیه چاپ‌های تئاتری صفحه پهن و هم استاندارد» تمام صفحه «استفاده شود که با استفاده از آن‌ها برای تلویزیون /VHS/DVD از نیاز به» جعبه حروف «یا کاهش اطلاعات با موقعیت خراب شدن» پن و اسکن ایجاد می‌شود اجتناب شود.

### تجهیزات جانبی تلویزیون
امروزه برای تلویزیون، تجهیزات جانبی بسیاری همچون: کنسول‌های بازی‌های کامپیوتری و ویدئویی، ضبط‌کننده ویدئو کاست، جعبه بالایی برای تلویزیون کابلی، تلویزیون ماهواره‌ای DVB و دستگاه‌های DVB-T، گیرنده تلویزیون دیجیتال، پخش‌کننده‌های DVD، یا ضبط‌کننده ویدئوی دیجیتالی (شامل ضبط‌کننده‌های ویدئویی شخصی، PVRs) است. بازار وسایل جانبی، همگام با توسعه تکنولوژی جدید، به رشد خود ادامه داده‌ است.

## استفاده در مناطق مختلف جهان

گسترش تدریجی استفاده از تلویزیون در کشورهای جهان
۱۹۳۹ به قبل
۱۹۴۰ تا ۱۹۴۹
۱۹۵۰ تا ۱۹۵۹
۱۹۶۰ تا ۱۹۶۹
۱۹۷۰ تا ۱۹۷۹
۱۹۸۰ تا ۱۹۸۹
۱۹۹۰ تا ۱۹۹۹
۲۰۰۰ به بعد
بدون تلوزیون
بدون اطلاعات

شمار دستگاه‌های تلویزیون به ازای هر ۱۰۰۰ نفر در جهان
+۱۰۰۰
۵۰۰-۱۰۰۰
۳۰۰-۵۰۰
۲۰۰-۳۰۰
۱۰۰-۲۰۰
۵۰-۱۰۰
۰-۵۰
بدون اطلاعات

## محتویات

### آگهی و تبلیغات
از زمان راه‌اندازی تلویزیون‌های تجاری در ایالات متحده آمریکا در سال ۱۹۴۰، این نوع تلویزیون، بیشتر جهانگیر شدند و شیوه‌های رایج و عمومی برای فروختن محصولات از هر نوعی، مخصوصاً کالاهای مصرفی از طریق تبلیغات تلویزیون رواج یافت.

### تهیه برنامه
انجام و تهیه برنامه‌های تلویزیونی-که برای عموم مردم پخش می‌شود-می‌تواند به روش‌های متفاوت بسیاری به‌کار برده شود. بعد از تولید، مرحله بعدی، بازاریابی و انتقال محصولات به بازارهای جهانی است که شما برای جذب مخاطب، این کار را انجام می‌دهید. این کار به‌طور نمونه در دو سطح، اتفاق می‌افتد:
1. "برنامه ضبط‌شده"یا "پخش زنده"؛ به برنامه‌ای گفته می‌شود که یک تولیدکننده، برنامه‌هایی از یک یا چند قسمت مجموعه تلویزیونی یا مجموعه تولید می‌کند و آن را از یک ایستگاه یا شبکه-که برای آن محصول، هزینه پرداخت کرده یا برای پخشش مجوز گرفته شده‌-پخش می‌کند؛ ولی پخش زنده یا لایو استریم، به برنامه‌ای گفته می‌شود که مجموعه‌ای از محتواهای تصویری و ویدئویی، از جمله، برنامه زنده گفتگومحور و پخش مستقیم فوتبال و سمینارها و همایش‌ها و سیستم اداره کردن محیط…-که تصاویر دریافتی را به‌صورت بی‌درنگ یا آنلاین از دوربین برای بینندگان از راه اینترنت یا ماهواره برایشان می‌فرستد.
2. "بازپخش"یا "تکرار"؛ واژه‌ای است که به‌طور گسترده برای توصیف استفاده مجدد از برنامه‌ها به‌کار می‌رود. این کار، شامل بازپخش در کشور تهیه‌کننده یا در سطح بین‌المللی است که ممکن است توسط تولیدکننده مدیریت و انجام شود یا نشود.

## جنبه‌های اجتماعی

### خطرات احتمالی
پا به پای رشد فرهنگی و تأثیر فرهنگی تلویزیون در جامعه و خانواده، ندای مذهبیِ قانون‌گذاران، دانشمندان و والدین درباره کیفیت و تأثیر وسایل ارتباط‌جمعی بالا گرفته‌است؛ برای مثال، دولت سوئد محدودیت‌ها و ممنوعیت‌هایی کلی برای آگهی برای بچه‌های پایین‌تر از دوازده سالگی در سال ۱۹۹۱ وضع کرده‌ است. بر اساس نتایج تحقیقات انجام‌شده در در دهه‌های اخیر، الگوهای فعالیت مغز بچه‌ها در موقع مشاهده خشونت، نشان می‌دهد بچه‌ها با مشاهده خشونت، تحریک می‌شوند و این خشونت مشاهده‌شده در بخشی از مغز (بخش عقبی قشر خاکستری) ذخیره می‌شود که باعث صدمه به حافظه درازمدت می‌شود.
در سال ۲۰۰۲ برخی منابع اعلام کردند که نتایج بررسی‌هایشان نشان داده که تماشای مداوم تلویزیون، اعتیاد به تلویزیون تلقی می‌شود تفاوتی با انواع دیگر اعتیاد ندارد و گزارش‌هایی بیانگر این است که عوارض تماشای تلویزیون در برخی خانواده‌ها به حدی شدید بوده که باعث شده خانواده‌ها از تماشای تلویزیون خودداری کنند.
یک مطالعه جغرافیایی در مناطق مختلف نیوزلند-که ۱۰۰۰ نفر (از سنین پایین تا ۲۶ سالگی) در آن شرکت داشتند-نشان می‌دهد که " تماشای تلویزیون در دوره بچگی و بزرگ‌سالی با میزان ضعف تحصیلی تا ۲۶ سالگی ارتباط دارد؛ به بیان دیگر، هر قدر که یک بچه، بیشتر تلویزیون تماشا کند، میلش به تمام کردن مدرسه و رفتن به دانشگاه کمتر می‌شود.
در ایسلند ساعت‌های پخش تلویزیونی تا سال ۱۹۸۴ محدود شده بود و هیچ برنامه تلویزیونی در روزهای پنجشنبه یا در تمام طول ماه ژوئن پخش نمی‌شد.
«با وجود این تحقیق و بررسی، بسیاری از کارگزاران وسایل ارتباط‌جمعی، امروزه چنین مطالعاتی را به‌عنوان روش مناسب و باارزش، طرد می‌کنند؛ برای مثال، در این مقوله فکری، مقاله دیوید گاونلت...».
تقریباً از زمان اختراع این وسیله ارتباط‌جمعی، هزینه‌هایی برای بعضی از برنامه‌ها به شکل‌های مختلف، وجود داشته‌است که برنامه‌های نامناسب، خطرناک و گمراه‌کننده یا رفتار و اعمال نامناسب، وجود داشته‌است. یکی از منتقدان به نام جین کیلبورن ادعا کرده که تصاویر تلویزیون، مانند وسایل ارتباط‌جمعی گسترده دیگر به دختران جوان لطمه می‌زند. نکته‌پردازان دیگری مانند سات ژالی پرونده‌ای تهیه کرده‌اند دال بر اینکه آگهی‌های تلویزیونی در ایالات متحده آمریکا بر شادی مردم تأثیر فزاینده‌ای دارد و آن‌ها را برای خرید کالاها تشویق می‌کند. جرج گربنر نشان داده‌است که تصویرسازی گهگاهی از جنایات، به‌ویژه بزهکاری جوانان و افراد کم‌سن، باعث ایجاد موضوع نشانگان و بیماری جهانی شده‌است؛ با بررسی انجام‌شده، میزان این جنایات و خلاف‌ها در میان تماشاچیان تلویزیون، بیشتر از افراد دیگر است.

### گرایش‌های فناوری
تلویزیون در اوایل، یک رسانه گروهی کوتاه‌مدت بود. طرفداران برنامه‌های منظم و معمولی برای لیست‌شدن در برنامه‌های تلویزیونی، طرح‌ریزی کردند و به همین دلیل توانستند که برنامه‌های مورد علاقه خود را در زمان (معین) پخش، تماشا کنند. واژه «قرار ملاقات تلویزیون»، معادل بازاریاب‌هایی است که این ضمیمه‌شدن را وصف می‌کنند.
تماشاچی‌بودن تلویزیون بر طبق برنامه، با اختراع ضبط و پخش‌کننده‌های برنامه‌های ویدئویی‌ای مانند ضبط‌کننده ویدئو کاست و ضبط‌کننده ویدئویی دیجیتالی کاهش یافته‌است. مشتریان می‌توانند برنامه‌ها را در طرح زمان‌بندی خود، تماشا کرده و ضبط کنند. همچنین، تهیه‌کنندگان خدمات تلویزیونی، ویدئو درخواستی را-که مجموعه‌ای از برنامه‌هایی بوده که پس از ارائه می‌توان در هر زمانی تماشا کرد-تهیه می‌کنند.
هم شبکه‌های تلفن‌های همراه و هم اینترنت، قابلیت حمل امواج و برنامه‌های ویدئویی را دارند. قبلاً مقدار خوبی از تلویزیون اینترنتی، موجود بود که در قالب برنامه زنده یا فابل، قابل دانلود بود. تلویزیون تلفن‌های همراه برای ارائه این جریان‌ها بعد از تکمیل و پیشی‌گرفتن تلویزیون دیجیتالی از طریق هوا بر سیستم‌های آنالوگ و غلبه بر بعضی از مشکلات تکنیکی-مخصوصاً نوعی که به عمر باتری بستگی دارد-طراحی شدند.